# Gulpilhares e Valadares
Gulpilhares e Valadares (oficialmente União das Freguesias de Gulpilhares e Valadares)  é uma freguesia portuguesa do município de Vila Nova de Gaia, com 10,61 km² de área e 22322 habitantes (censo de 2021). A sua densidade populacional é 2 103,9 hab./km².

## História
Foi criada aquando da reorganização administrativa de 2013, resultando da agregação das antigas freguesias de Gulpilhares e Valadares.

## Demografia
A população registada nos censos foi:
| Distribuição da População por Grupos Etários | Distribuição da População por Grupos Etários | Distribuição da População por Grupos Etários | Distribuição da População por Grupos Etários | Distribuição da População por Grupos Etários | Distribuição da População por Grupos Etários |
| -------------------------------------------- | -------------------------------------------- | -------------------------------------------- | -------------------------------------------- | -------------------------------------------- | -------------------------------------------- |
| Antes da agregação                           |                                              |                                              |                                              |                                              |                                              |
| Ano                                          | 0-14 anos                                    | 15-24 anos                                   | 25-64 anos                                   | >= 65 anos                                   | Total                                        |
| 2001                                         | 2964                                         | 2563                                         | 10955                                        | 2320                                         | 18802                                        |
| 2011                                         | 3723                                         | 2054                                         | 12823                                        | 3419                                         | 22019                                        |
| Após a agregação                             |                                              |                                              |                                              |                                              |                                              |
| Ano                                          | 0-14 anos                                    | 15-24 anos                                   | 25-64 anos                                   | >= 65 anos                                   | Total                                        |
| 2021                                         | 3041                                         | 2439                                         | 12079                                        | 4763                                         | 22322                                        |

## Património
- Quinta e Capela da Portela
- Capela do Senhor da Pedra
- Igreja de Santa Maria (matriz)
- Capela de Santo Isidoro
- Cruzeiro
- Necrópoles da Idade do Bronze e romana de Gulpilhares
- Praia de Francelos
- Escritórios de uma fábrica
- Cerâmica de Valadares
- Sanatório Marítimo do Norte, atual Centro de Reabilitação do Norte Dr. Ferreira Alves;
- Igreja de Valadares;
- Igreja Evangélica
- Seminário da Boa Nova
- Edifício Heliântia, atual IESF e IESA;
- Capela de São Salvador;
- Anta na praia de Valadares (visível do término do Largo da Praia a entrar para a praia)
- Edifício que servia antigamente como escola para freiras, situado na Rua Professor Amadeu Santos com a Rua Bela de Eirós;
- Arco em pedra em Sameiros (chamado de "Arco das Bruxas")
- Cinema-Teatro Eduardo Brazão
- Vila Estrela do Mar
- Praia Valadares Norte
- Praia Valadares Sul